# Donato Gentile
Donato Gentile (Piacenza, 15 febbraio 1957) è un politico italiano.

## Biografia
Nato a Piacenza, è cresciuto e ha studiato a Biella, laureandosi in lettere all'Università degli studi di Torino con tesi in semiologia sulla fotografia alpina. Ha esercitato la professione di insegnante in varie scuole medie della provincia di Biella, mentre dal 1998 è dirigente scolastico di alcuni istituti di Biella, Mongrando e Pettinengo. Dal 2014 è preside del liceo scientifico "Amedeo Avogadro" di Biella. È sposato e padre di quattro figli.
Consigliere comunale al comune di Biella dal 1999 e consigliere provinciale di Biella dal 1999 al 2004, alle elezioni amministrative del 2009 è stato candidato a sindaco di Biella, sostenuto da una coalizione di centro-destra costituita da Popolo della Libertà, Lega Nord e liste civiche. Risulta eletto al primo turno il 7 giugno con il 52% dei voti, avendo la meglio sul candidato del centro-sinistra e sindaco uscente Vittorio Barazzotto. Nuovamente candidato a sindaco di Biella per un secondo mandato alle elezioni del 2014, è sconfitto al ballottaggio dell'8 giugno dal candidato Marco Cavicchioli del Partito Democratico.
In occasione delle elezioni del 2019 si ricandida a sindaco alla testa di quattro liste civiche: accede al ballottaggio con il 27,57% dei consensi, superando il sindaco uscente, ma risulta poi sconfitto con uno scarto di 300 voti dal candidato del centro-destra Claudio Corradino.
Dal 2004 è membro del consiglio nazionale dell'ANCI e dal 2011 al 2014 è stato presidente della commissione nazionale ANCI "Città del Made in Italy"; nello stesso periodo è stato membro dell'associazione comunità tessili d'Europa, con funzioni di vicepresidente e segretario esecutivo dal 2013 al 2014.
Il 22 giugno 2022 annuncia il suo pensionamento e, pertanto, il suo ritiro dall'incarico di dirigente scolastico.